# Waren (Müritz)
Waren é uma cidade da Alemanha localizada no distrito de Mecklenburgische Seenplatte, estado de Mecklemburgo-Pomerânia Ocidental. Está situada às margens do lago Tiefwarensee.